# Maria Mutunda
Maria Isabel Malunga Mutunda é uma política angolana. Filiada ao Movimento Popular de Libertação de Angola (MPLA), é deputada de Angola pelo Círculo Eleitoral Nacional desde 28 de setembro de 2017.
Mutunda licenciou-se em psicologia, tendo trabalhado como psicóloga. Na Organização da Mulher Angolana (OMA), foi secretária nacional do Departamento Para o Desenvolvimento da Mulher e Membro do Comité Nacional.